# 板井楓
板井 楓（いたい かえで、11月22日 - ）は、日本のフリーアナウンサー、タレント、モデル。アメリカ合衆国ニューヨーク州マンハッタン出身。大分県育ち。

## 来歴
アメリカ合衆国ニューヨーク州マンハッタンで生まれる。幼少期に帰国してから、大分県に居住。小学校から高校まで放送部に所属し、声を使う仕事に憧れを持ち、アナウンサーを志すようになる。大学卒業後、大分オアシスタワーホテル（現・ホテル日航大分 オアシスタワー）に就職しフロントコンシェルジュとして勤務したが退職。2018年4月からタレントとして、フリーランスで大分県内を中心に九州各地で活動している。

## 出演番組

### テレビ番組
- 『ゆ〜わくワイド&News』（テレビ大分）[2] - 中継リポーター(金曜担当)・ゆ〜NAVIリポーター・VTRナレーター
- 『Ｏ！ＴＡめじろオシ』（テレビ大分）[3] - 県政番組リポーター

### ラジオ番組
- 『パーキーカーレポート』（エフエム大分）  - 中継リポーター(火曜・水曜担当)
- 『Sからはじまるラジオ #Sラジ』（エフエム大分） 毎月 第2月曜日 - パーソナリティ

（2022年4月1日(金)より毎週金曜日16時30分～に変更）

### ケーブルテレビ番組
- 『川崎漁業組合』[5]（ケーブルテレビ佐伯[6]） - 6代目釣りガール

### ネット番組
- 津久見うみかぜラヂオ メインパーソナリティー
- 大分県津久見市７０周年記念　津久見市 × Kaede [7] 出演

### CM

#### テレビCM
- オー!エス!OITA SPORTS
- フォルクスワーゲン大分中央
- 大分合同新聞
- 小野自動車
- 塗装工房ナカムラ
- 焼肉大将軍
- OCカード
- 丸萬産業
- 里庵アネックス
- 歌魂
- エルグラン日向店（宮崎県）
- パークプレイス大分
- TKエナジー
- 大分アジア彫刻展
- とんかつ専門店 かつ弘
- 朝日ソーラー
- 大分県立美術館
- 二階堂美術館
- 豆柴犬牧場

#### ラジオCM
- 株式会社 九大技建
- 大分日産自動車
- 亜李蘭別邸 行橋店（福岡県）
- JA大分

### MC

#### イベントMC・式典司会
- ラグビーワールドカップ2019 祝祭の広場
- 大分大学 令和4年度入学式
- 令和4年度 杵築市二十歳のつどい
- FUKUOKA DreamScouts performance corps オフィシャルMC
- Beppu Autumn Carnival 総合司会
- つくみ港まつり 納涼花火大会 うみかぜラヂオ パーソナリティ[8]
- 津久見市ふるさと振興祭
- パークプレイス大分[1]
- うすき竹宵
- うすき春の食フェス
- 大分県民俗芸能フェスティバル
- 大分YOSAKOIまつり
- おおいた夢色音楽祭
- 第70回つくみ港まつり納涼花火(津久見市制施行70周年記念)[9]
- 第7回カラーガード全国予選九州大会
- 広島交響楽団 別府公演

### モデル
- アフリカンサファリ（2018年7月）
- シティ情報おおいた[1]（2018年7月号から不定期掲載）[要出典]
- 月刊セーノ!（2018年11月号から不定期掲載）
- 海地獄 公式モデル[1]（2019年10月-）
- OITA Drip.[10]（2020年7月から不定期掲載）
- 帆足本家 広告モデル

### 終了分

#### ラジオ番組
- 『みんなのラジオ。』（大分放送） - 学生パーソナリティー2期生 みんラジネームは『めいちゃん』（2013年4月 - 2014年9月）
- 『楓's Chat away』（エフエム大分、毎週（土）8:15- （2019年10月 - 2020年9月））
- 『亜李蘭グルメストーリー』（エフエム大分、毎週土曜日） - パーソナリティ[11]
- 『OITA CAMPUS』（エフエム大分）[12] - メインパーソナリティ
- 『Very Best Park』（パークプレイス大分、2018年5月-）[13] パーソナリティー